# Arctostaphylos hookeri
Arctostaphylos hookeri es una especie manzanita perteneciente a la familia Ericaceae.

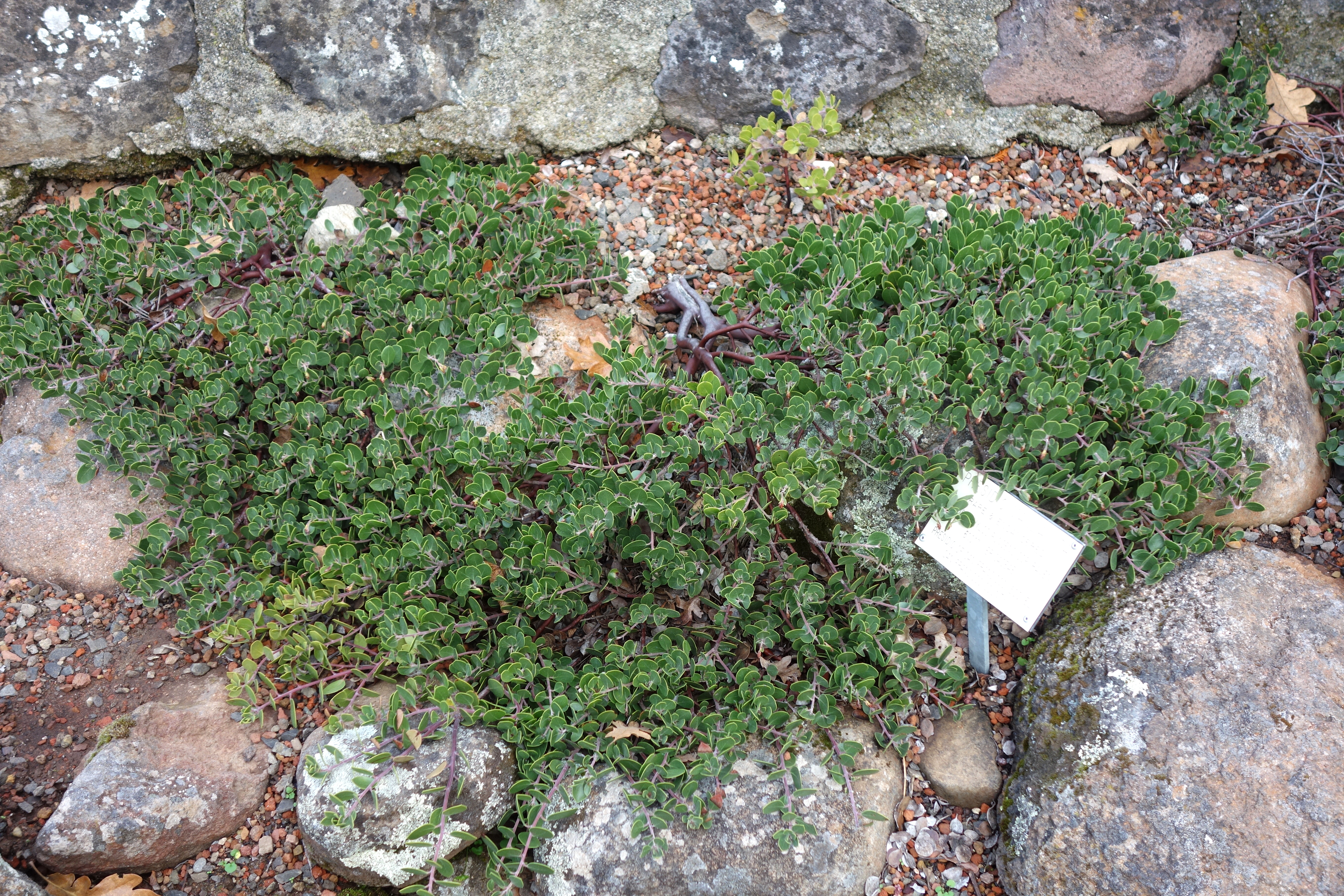
En su hábitat

## Descripción
Arctostaphylos hookeri es un arbusto bajo que es variable en apariencia y tiene varias subespecies. Son plantas generalmente que forman esteras o arbustos bajos con pequeñas hojas verdes, densas inflorescencias de flores de color blanco a rosa y drupas de color rojo brillante con forma de huevo o redondas. 

## Distribución
Arctostaphylos hookeri es un arbusto endémico de California, donde su área de distribución natural se extiende desde la costa de la zona de la Bahía de San Francisco hasta la costa central. 

## Taxonomía
Arctostaphylos hookeri fue descrito por George Don y publicado en A General History of the Dichlamydeous Plants 3: 836. 1834
Etimología
Arctostaphylos: nombre genérico que deriva de las palabras griegas arktos =  "oso", y staphule = "racimo de uvas", en referencia al nombre común de las especies conocidas  y tal vez también en alusión a los osos que se alimentan de los frutos de uva.
hookeri: epíteto otorgado en honor de Hooker.
Subespecies
- A. h. franciscana - originaria de la ciudad de San Francisco y que se creía extinta en estado salvaje hasta que un espécimen fue descubierto en 2009.[3][4] Menos de un mes después, Caltrans trasplanta este espécimen para dar paso a la Doyle Drive Replacement Project.[5] El 4 de septiembre de 2012, the U.S. Fish and Wildlife Service designó a manzanita franciscana como una especie en peligro de extinción.[6]
- A. h. hearstiorum  - originaria del Condado de San Luis Obispo
- A. h. hookeri - que crece en Santa Cruz Mountains y vecindad.
- A. h. montana - originaria de Mount Tamalpais
- A. h. ravenii  - una sola planta y algunos clones existen en el Presidio de San Francisco. Federalmente listada como especie en peligro de extinción de los Estados Unidos.

Sinonimia
- Andromeda venulosa DC.
- Arbutus pungens Hook. & Arn.
- Arctostaphylos acuta Nutt.
- Arctostaphylos hookeri subsp. hookeri
- Arctostaphylos pungens A.Gray
- Arctostaphylos uva-ursi subsp. hookeri (G.Don) Roof
- Arctostaphylos uva-ursi var. hookeri (G. Don) Roof
- Daphnidostaphylis acuta (Nutt.) Klotzsch
- Daphnidostaphylis hookeri (G.Don) Klotzsch
- Uva-ursi hookeri (G. Don) Abrams
- Xerobotrys venulosus (DC.) Nutt.[7]